# エヴシャム・ユナイテッドFC
エヴシャム・ユナイテッド・フットボールクラブ（Evesham United Football Club）はイングランド、ウスターシャー、エヴシャムを本拠地とするサッカークラブチームである。2017-2018シーズンはサザンフットボールリーグ・ディヴィジョン1・サウス&ウェスト（8部相当）に所属。

## タイトル

### 国内タイトル
- サウザンリーグ・ディヴィジョン1・ミッドランズ:1回

2007-2008
- ミッドランドコンベイション・プレミアディヴィジョン:1回

1991-1992
- ミッドランドコンベイション・ディヴィジョン1:3回

1965-1966,1967-1968,1968-1969
- ミッドランドコンベイション・リーグカップ:3回

1953-1954,1987-1988,1991-1992
- Worcestershire Senior Urn:2回

1976-1977,1977-1978

### 国際タイトル
- なし

## 過去の成績
- 2005-2006

Southern League Premier 20位 降格
- 2006-2007

Southern League Division One Midlands 5位
- 2007-2008

Southern League Division One Midlands 1位 昇格

## クラブ各種記録
リーグ最高順位
- 20位

Southern League Premier Division 2005/2006